# Ensemble Modern
«Ensemble Modern» («Ансамбль модерн») — немецкий ансамбль (камерный оркестр) современной музыки. 
Основан в 1980 г. членами студенческого оркестра «Junge Deutsche Philharmonie». С 1985 года штаб-квартира ансамбля находится во Франкфурте-на-Майне. Коллектив составляют 20 музыкантов-инструменталистов. Постоянного дирижёра и художественного руководителя Ensemble Modern нет. Ансамблем в разное время дирижировали Пьер Булез, Лотар Загрошек, Хайнц Холлигер, Ганс Цендер, Фридрих Церха, Петер Этвёш и др.
С 1988 г. одна из основных концертных площадок ансамбля — Франкфуртская опера (так называемая «Старая опера»). Ансамбль принимал участие в крупных международных музыкальных фестивалях, в том числе на Мюнхенском биеннале (неоднократно с 1988), в Лондоне (Би-Би-Си Промс, 1995), в Донауэшингене (неоднократно с 1983), Люцерне (1996), Вене (2002), Берлине (2011), Дуйсбурге (2003) и Зальцбурге (с 1988). Гастролировал по всему миру, в том числе, в США (впервые в 1996) и в России (1995). Многочисленные аудиозаписи преимущественно камерных сочинений, реже — сочинений крупной формы (4-я симфония Ч. Айвза, «Earth Dances» Х. Бёртуистла, «Трёхгрошовая опера» К. Вайля).
Основа концертного репертуара ансамбля — музыка XX и XXI веков. Ансамбль осуществил премьерные исполнения многих сочинений, среди которых камерная опера «Gespenstersonate» (Берлин, 1984) А. Раймана, кантата «Andere Schatten» (1985) и другие сочинения В. Рима, оратория «Symeon der Stylit» (1988) Э. Кшенека, Двойной концерт для фортепиано и виолончели с оркестром Д. Куртага (1990), «Zwei Gefühle…» (1992) Х. Лахенмана, 2-я версия Реквиема (1993) и опера «Федра» (Берлин, 2007) Х. В. Хенце, видеоопера «Three tales» (Вена, 2002) С. Райха, «Chronos-Aios» Б. Фёрнихоу (2008), «Gougalön» Чин Ынсук (2009), «Lunea» (версия для баритона с ансамблем, 2014) Х. Холлигера, опера «Золотой дракон» П. Этвёша (Франкфурт, 2014).
Ансамбль финансируют государственные и муниципальные органы Германии, а также Дойче Банк.